# Drusen
Le drusen sono delle formazioni ialiniche o lipidiche presenti tra l'epitelio pigmentato retinico (ultimo strato della retina) e la cosiddetta membrana di Bruch (porzione più interna della coroide), generalmente bilaterali e a carattere familiare.

## Classificazione
Forma rotondeggiante, aspetto bianco-giallastro ed extracellulare. Tendenzialmente asintomatiche, la patogenesi non è nota. Il riconoscimento avviene attraverso l'utilizzo dell'oftalmoscopio.